# راي بيري (لاعب كرة قاعدة)
راي بيري (بالإنجليزية: Ray Perry)‏ هو لاعب كرة قاعدة أمريكي، ولد في 23 ديسمبر 1920 في سان فرانسيسكو في الولايات المتحدة، وتوفي في 3 مايو 1973.

## وصلات خارجية
- راي بيري على موقعبيزبول رفرنس.كوم (الدوري الثانوي) (الإنجليزية)